# Староаккулаево
Староаккулаево (баш. Иҫке Аҡҡолай) — деревня в Казанском сельсовете муниципального района Альшеевский район Республики Башкортостан России.

## Население
| 2002 | 2009 | 2010 |
| ---- | ---- | ---- |
| 234  | ↗254 | ↘232 |

Согласно переписи 2002 года, преобладающая национальность — башкиры (97 %).

## Известные уроженцы
- Суфиянова, Сафура Рафиковна (1930—2001) — доярка колхоза «Завет Ленина» Альшеевского района РБ, Герой Социалистического Труда.

## Географическое положение
Расстояние до:
- районного центра (Раевский): 8 км,
- центра сельсовета (Казанка): 18 км,
- ближайшей железнодорожной станции (Раевка): 8 км.